# Gogolice (Wronki)
Gogolice [ɡɔɡɔˈlit͡sɛ] ist ein Dorf in der Gmina Wronki in der polnischen Woiwodschaft Großpolen. Von 1975 bis 1998 gehörte sie zur Woiwodschaft Piła.